# La valle dell'orso (film)
La valle dell'orso (The Night of the Grizzly) è un film di avventura, ambientato nel West, diretto dal regista Joseph Pevney nel 1966.

## Trama
L'ex sceriffo Jim Cole arriva con la sua famiglia in una piccola città del Wyoming, dove ha ereditato un ranch da suo zio defunto e ha deciso di  diventare un allevatore. In città, incontra il signor Benson il banchiere, che racconta loro di un mutuo di $ 675 gravante sulla proprietà.  Jim inizialmente esita a ottenere il titolo di proprietario, dal momento che richiederebbe quasi tutti i loro risparmi, ma quando gli viene detto che un altro allevatore Jed Curry vuole la terra per sé, cede al pagamento.  Benson spiega poi che Jed inizialmente possedeva la proprietà, ma la perse contro il defunto zio di Jim in un gioco di carte ed ora la rivuole. Jim finalmente accetta di mantenere la terra quando il signor Benson gli consegna il conto del proprietario e regola il mutuo.
Dopo un fugace incontro con Jed, la famiglia Cole arriva alla proprietà e, non scoraggiati dall'aspetto decadente, pianificano già il futuro. La mattina dopo, mentre Jim sta costruendo una recinzione tagliando la legna, Benson arriva e lo avverte della presenza nella regione di Satana, un gigantesco orso grizzly gigante noto per aver invaso diversi ranch e uccisore di bestiame solo per divertimento, e che ha sbaragliato tutti quelli che hanno provato a ucciderlo.  Inoltre, arrivano i Currys e Jed cerca di convincere Jim a vendergli la terra, ma l'ex-sceriffo rifiuta. Il giorno successivo Jim torna in città il giorno successivo in cerca di bestiame da allevare  con il suo toro premiato Duncan. Condotto dal consorte della locandiera locale, riesce a comprare diverse bestie a basso prezzo; tuttavia, quando va al recinto dei maiali per controllare, trova tutti gli animali dispersi o morti, segno del passaggio di Satana.
Durante la notte, Satana fa la sua prima apparizione nel ranch di Cole, uccidendo Duncan, facendo fuggire il mulo di Sam e ferendo gravemente il cane della famiglia.  La mattina dopo, aspettando che il dottore finisca di ricucire il cane, Jim e Meg vanno al negozio di alimentari per un caffè.  Sfortunatamente, anche i ragazzi Curry sono lì e iniziano a molestare Jim.  Alla fine entrano in una rissa, con i figli di Curry scacciati.  Jed arriva e castiga i suoi figli, dicendo loro di non opporsi più a Jim se vogliono ottenere il suo ranch. Avendo bisogno di un toro sostitutivo ma senza denaro per acquistarne uno, Jim è costretto a chiedere un prestito alla banca, dando a Benson vari beni come la sua sella e la stella dello sceriffo d'oro come garanzia.  Va al ranch di Squires per acquistare il toro e il bestiame per l'allevamento.  Quando Jed viene a conoscenza del prestito, avverte Benson di non farlo di nuovo ricordandogli che lui, in quanto principale azionista della banca, aveva l'autorità per farlo. Mentre lavorano nella fattoria, i Cole e Sam vedono apparire il mulo di Sam.  Tuttavia, è gravemente ferito, morendo pochi minuti dopo.  Sam è addolorato per la sua perdita, e sia lui che Jim giurano di dare la caccia a Satana e ucciderlo.
Mentre Jim e Sam seguono l’orso attraverso i boschi, vengono attaccati e quasi uccisi, scappando per un soffio saltando da una scogliera in un lago.  Mentre i Coles tornano a casa da un club di danza, scoprono che Satana ha ucciso la maggior parte del loro bestiame.  Ancora una volta, Jim va da Benson per un prestito per comprare animali sostitutivi, ma questa volta Benson rifiuta scusandosi di non poter esaudire la sua richiesta, temendo l'ira di Jed.  Le depredazioni di Satana sul bestiame hanno raggiunto un punto di crisi e Jed pubblica una ricompensa di $ 750 per chiunque possa uccidere l'orso.  In risposta all'offerta di una ricompensa, un cacciatore di taglie di nome Cass Dowdy si presenta in città con un branco di cani da caccia.  Jim ricorda di aver mandato Cass in prigione per due anni per omicidio.  Cass ha deciso di dare la caccia a Satana per i soldi della ricompensa solo per assicurarsi che Jim non lo ottenga e quindi rovinarlo finanziariamente. 
Jim e Sam hanno preparato una trappola per Satana.  Gli uomini si assopiscono distrattamente mentre aspettano, e mentre lo fanno, Satana attacca di nuovo, scacciando uno dei cavalli e uccidendo Sam, che con il suo respiro morente spinge Jim a continuare la caccia.  Anche i cani di Dowdy,  rilasciati da quest’ultimo la notte precedente, vengono uccisi da Satana  nonostante la loro superiorità numerica.  Altre trappole sono predisposte per Satana, ma senza successo.  Una notte, Dowdy visita una delle trappole di Jim con l'intenzione di sabotarla ma invece viene ferito accidentalmente.  La mattina dopo, i due si incontrano di nuovo, con Jim che capisce cosa ha fatto Cass, e i due litigano, con Jim che esce vincitore e abbandona Cass lì.
A casa, Angela dice a Jim che non vuole più vivere qui e lascerà Jim se continua a dare la caccia a Satana.  Alla fine si calma quando Jim dice che sta uccidendo il grizzly solo per proteggere la sua famiglia.  La mattina dopo, è sbalordito nello scoprire che Charlie ha inseguito Satana in persona.  Jim decide di seguire Charlie nel bosco mentre Angela si scusa per la rabbia. 
Nel bosco, Jim incontra di nuovo Dowdy, che quasi lo uccide, ma Jim lo combatte e lo respinge.  Arriva la notte e Satana attacca Charlie e lo insegue su un albero.  Quando arriva Jim, Charlie salta fuori dall'albero e distrae Satana, mentre Dowdy spara all'orso per salvare il ragazzo, ma viene fatalmente sbranato. Tuttavia Jim esce prontamente dal suo riparo e uccide l’orso a colpi di fucile. Dopo aver confortato un moribondo Dowdy, che ha dato la vita per salvare quella di Charlie, Jim e Charlie tornano a casa e si rallegrano con gli altri.